# Savjon
Savjon (hebrejsky סַבְיוֹן‎, doslova „Starček“ – místní druh květiny, v oficiálním přepisu do angličtiny Savyon, přepisováno též Savion) je místní rada (menší město) v Izraeli, v Centrálním distriktu.

## Geografie
Leží v nadmořské výšce 57 metrů, cca 10 kilometrů východně od centra Tel Avivu, v Izraelské pobřežní planině. V prostoru obce pramení drobný vodní tok Nachal Ono.
Město je součástí hustě zalidněného sídelního pásu v aglomeraci Tel Avivu (Guš Dan). Pouze na východní straně od města je souvislá zástavba narušena torzem zemědělské krajiny. Na jihu sousedí Savjon s městem Jehud-Monoson, na severu je to město Kirjat Ono. Na rozdíl od většiny měst v metropolitní oblasti Tel Avivu má Savjon charakter venkovské individuální zástavby s poměrně nízkou hustotou zalidnění. Osídlení v tomto regionu je v naprosté většině židovské. Město je napojeno pomocí lokální silnice číslo 4622 na významnější dopravní tahy.

## Dějiny
Savjon byl založen roku 1951. Novověké židovské osídlení této oblasti je ale mnohem starší. Už v roce 1882 se zde usadila skupina mladých uprchlíků z nedaleké židovské osady Petach Tikva, kteří se sem uchýlili před epidemií malarické horečky. V místě zakoupili 150 dunamů (0,15 kilometru čtverečního) půdy. Nová osada byla nazvána Jehud. Vyrostlo tu 14 domů, synagoga, studna, pekárna. Jenže s tím, jak se postupně obnovovalo osídlení v Petach Tikva, osada Jehud začala upadat. Poslední obyvatelé odtud odešli v roce 1893. Část této nejstarší zástavby se dochovala dodnes. V roce 1905 následoval další pokus o osídlení této lokality, ale po krátkém čase byl zrušen.
Po následujících 40 let patřilo území nynějšího Savjonu pod správu nedaleké arabské vesnice al-Jahúdíja (arabsky: اليهودية‎), která byla v roce 1932 přejmenována na al-Abbásíja (العبْاسِيّة‎). Během první arabsko-izraelské války v květnu 1948 byla al-Abbásíja dobyta židovskou vojenskou organizací Irgun a arabské obyvatelstvo ji opustilo. Oblast se uvolnila pro židovské osidlování. Do samotné opuštěné zástavby v uprázdněné arabské vesnici se nastěhovali židovští imigranti a dali tak vzniknout nynějšímu městu Jehud-Monoson, volné plochy severně od zrušené arabské al-Abbásíje umožnily vznik osady Savjon.
Už v roce 1948 přišel Ja'akov Geri z firmy Africa Israel Investments s myšlenkou využít pahorky severně od nynějšího města Jehud-Monoson pro individuální zástavbu luxusního charakteru sestávající z rodinných vil na větších soukromých pozemcích. S myšlenkou vyslovil souhlas tehdejší ředitel osidlovacího oddělení Židovské agentury Levi Eškol. V roce 1950 Židovský národní fond převedl cca 3300 dunamů (3,3 kilometrů čtverečních) pro potřeby plánované nové obce nazývané tehdy Kfar Mata'im (כפר מטעים‎) - doslova „Školková Ves“ (ve smyslu školky pro pěstování sazenic stromů). Projekt nové rezidenční osady zpracoval architekt Jicchak Perlstein (יצחק פרלשטיין‎). Výstavba prvních domů tu začala roku 1952 a první obyvatelé se sem nastěhovali roku 1953. V nové obci se usazovali převážně zaměstnanci společnosti Africa Israel Investments, která až do roku 1958 obec spravovala. V roce 1955 byl v obci otevřen Country Club - výběrový sportovně-rekreační areál zřízený po americkém vzoru, první v Izraeli, díky kterému popularita Savjonu rostla. V roce 1978 byla obec povýšena na místní radu. V roce 1991 během války v Zálivu byl Savjon zasažen iráckou střelou Scud.
V obci funguje základní škola, mateřské školy, synagoga, veřejná knihovna, společenská a kulturní zařízení. Spolu s obcemi Kfar Šmarjahu a Omer byl Savjon podle údajů za rok 2006 ekonomicky nejzámožnějším sídlem v Izraeli.
V srpnu 2003 rozhodla izraelská vláda, že v rámci úspor a zjednodušení samosprávných útvarů bude k obci Savjon připojen dosud samostatný mošav Ganej Jehuda (hebrejsky גני יהודה‎, anglicky Ganei Yehuda, v oficiálním seznamu sídel Ganne Yehuda, který se nachází na jejím jižním okraji. Sloučení nabylo platnosti v říjnu 2003, po komunálních volbách. Vesnice Ganej Jehuda vznikla v roce 1950. V březnu toho roku sem přišlo prvních sedmnáct rodin, většinou nových přistěhovalců z Polska a Rumunska. Vesnice se zpočátku nazývala Adamat Jehudija (אדמת יהודיה‎). V prvních letech tu osadníci pobývali v provizorních podmínkách.

## Demografie
Podle údajů z roku 2014 tvořili naprostou většinu obyvatel Židé – cca 3 500 osob (včetně statistické kategorie „ostatní“, která zahrnuje nearabské obyvatele židovského původu ale bez formální příslušnosti k židovskému náboženství, cca 3 600 osob).
Savjon je menším sídlem předměstského rezidenčního typu. K 31. prosinci 2014 zde žilo 3590 lidí. Během roku 2014 populace stoupla o 3,5 %. Obec má dlouhodobě stagnující populaci. Skokový nárůst přineslo pouze připojení obce Ganej Jehuda (ta měla k roku 2001 740 obyvatel).
| Rok            | 1961 | 1972  | 1983  | 1995  |
| -------------- | ---- | ----- | ----- | ----- |
| Počet obyvatel | 455  | 1 861 | 2 345 | 2 450 |

| Rok            | 2001  | 2003  | 2004  | 2005  | 2006  | 2007  | 2008  | 2009  | 2010  | 2011  | 2012  | 2013  | 2014  |
| -------------- | ----- | ----- | ----- | ----- | ----- | ----- | ----- | ----- | ----- | ----- | ----- | ----- | ----- |
| Počet obyvatel | 2 490 | 3 238 | 3 233 | 3 256 | 3 313 | 3 352 | 3 371 | 3 004 | 3 031 | 3 117 | 3 343 | 3 469 | 3 590 |